# Guillaume Widmer
Guillaume Widmer (* 24. Juli 28. Juni 1906 in La Possonnière, Département Maine-et-Loire; † 1968 in La Rue-Saint-Pierre, Département Oise) war ein französischer Politiker.
Nach einem Studium der Philologie und Rechtswissenschaften war Widmer von 1926 bis 1931 in der Direktion der Banque nationale française du commerce extérieur angestellt.
Von 1931 bis 1939 arbeitete er als Prokurist bei der Banque de l’Indochine. Während des Zweiten Weltkrieges arbeitete er 1943 für einen alliierten Generalstab in Algier. Von 1945 bis 1952 leitete er die Militärregierung in Württemberg-Hohenzollern, von 1954 bis 1958 war er als leitender Beamter im französischen Verteidigungsministerium tätig.
Anschließend war er, bis zu seinem Suizid im Jahr 1968, im Stab des Präsidenten der Nationalversammlung (und vormaligen Verteidigungsministers) Jacques Chaban-Delmas beschäftigt.